# Mathias Reynard
Pour les articles homonymes, voir Reynard (homonymie).
Mathias Reynard, né le 7 septembre 1987 à Sion (originaire de Savièse), est une personnalité politique suisse, membre du Parti socialiste. 
Il est député du canton du Valais au Conseil national de 2011 à 2021, puis conseiller d'État valaisan à compter du 1er mai 2021.

## Biographie
Mathias Reynard naît le 7 septembre 1987 à Sion. Il est originaire de Savièse, située dans le même district valaisan. Sa mère est infirmière, son père poseur de sols.
Il étudie au lycée-collège des Creusets à Sion, où il obtient une maturité classique en 2006. Il poursuit ses études en Lettres à l’Université de Lausanne (français, histoire, philosophie) et devient enseignant au cycle d'orientation de Savièse à partir de septembre 2010. Avec son accession au gouvernement valaisan, il doit mettre un terme à sa profession d'enseignant.
Il vit à Savièse.

## Parcours politique

### Grand Conseil
Président des jeunes socialistes du Valais romand de 2005 à 2009, il devient député-suppléant au Grand Conseil du canton du Valais en 2009. Cette même année, il accède au poste de rédacteur en chef du Peuple Valaisan.
En mars 2011, il devient député au Grand Conseil valaisan, après la démission d'Anne-Christine Bagnoud.

### Conseil national

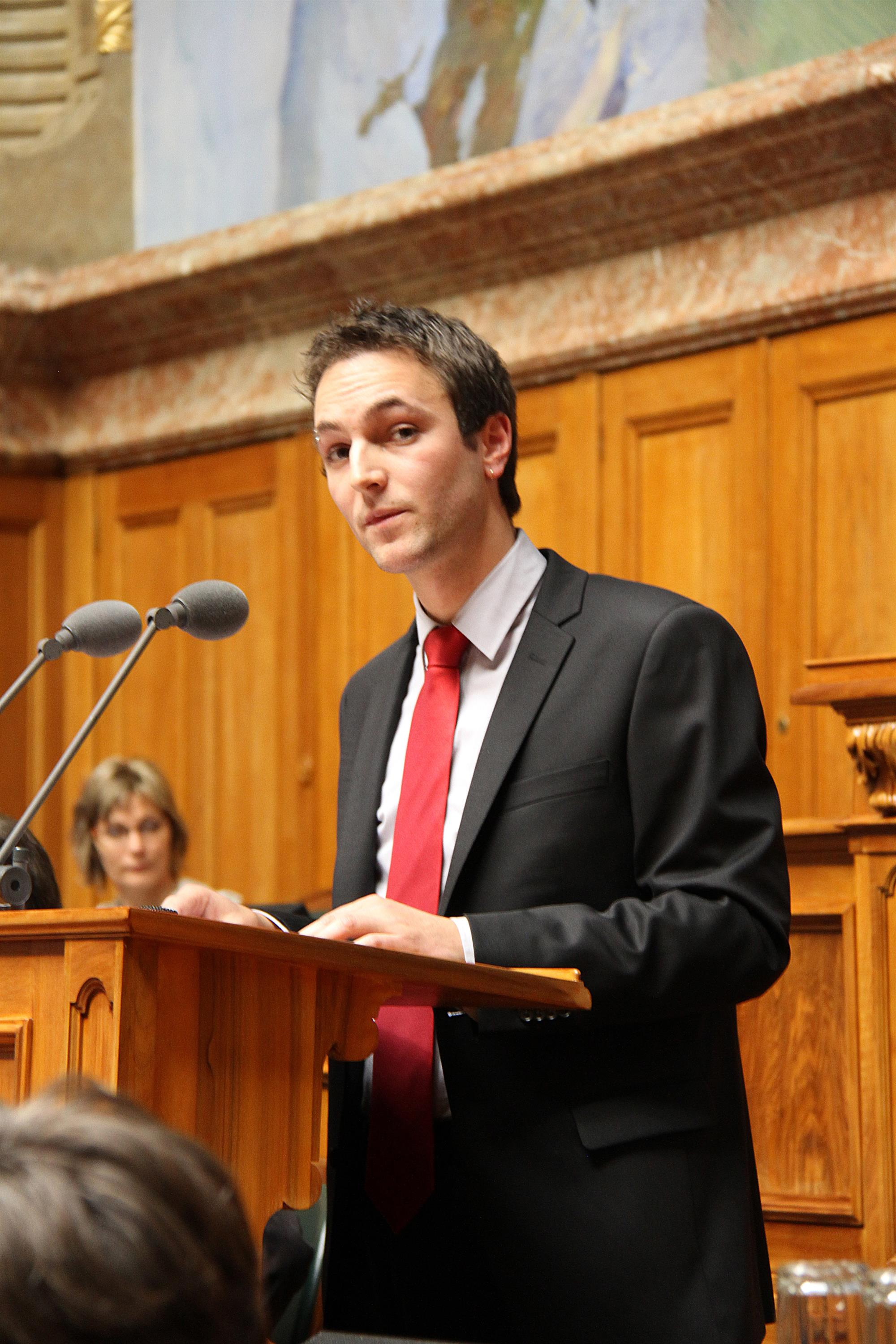
Mathias Reynard, délivrant son discours en tant que benjamin du Parlement, lors de la cérémonie d'ouverture de la.

Le 23 octobre 2011, à tout juste 24 ans, il est élu au Conseil national, ce qui en fait le benjamin de la 49e législature. Il siège au sein de la Commission de la science, de l'éducation et de la culture (CSEC).
En 2015, il est réélu au Conseil national avec 33 469 voix, soit le deuxième meilleur score du canton. Il s’agit d’un record pour un socialiste en Valais. Il siège à nouveau au sein de la CSEC et également au sein de la Commission de l'environnement, de l'aménagement du territoire et de l'énergie (CEATE) à partir de décembre 2018.
En 2019, il est le meilleur élu du canton du Valais au Conseil national avec 34 175 suffrages, devenant le premier candidat non issu des rangs du PDC à cette place. Également candidat au Conseil des États, il se place 3e avec 36 323 voix au premier tour, mais échoue au second tour, à 1 370 voix de Marianne Maret, même s'il récolte 47 302 suffrages pour un score de plus de 56 % dans le Valais romand,. Les statuts du parti socialiste du Valais romand lui interdisent de se présenter à une quatrième législature, sauf dérogation exceptionnelle. Lors de cette législature, il préside la CSEC à partir de 2 décembre 2019.
Le 26 janvier 2020, il annonce sa candidature, en duo avec Priska Seiler Graf, pour la présidence du PS Suisse. L'élection à la succession de Christian Levrat devait se dérouler début avril, mais la crise du coronavirus la repousse à l'automne 2020. Le 19 juin 2020, il annonce y renoncer, préférant se lancer dans la course pour l'élection du Conseil d'État valaisan, programmée pour mars 2021,.

### Autres mandats associatifs
Jusqu'à son accession au Conseil d'État valaisan, il préside notamment l'Œuvre suisse d'entraide ouvrière Valais, l’Union syndicale valaisanne et une association visant à enfouir les lignes à très haute tension. Il est également membre du comité de l'initiative des Alpes depuis 2012,.

### Conseil d'État valaisan
Lors des élections cantonales valaisannes de 2021, il est élu au Conseil d'État. Il termine troisième à l'issue du second tour avec 49 094 voix, au terme d'une campagne axée sur cent propositions issues d'une démarche participative,. Il reprend le Département de la santé, des affaires sociales et de la culture, dirigé jusque-là par Esther Waeber-Kalbermatten. Il prend ses nouvelles fonctions en mai 2021 et devient le premier socialiste francophone du gouvernement et le plus jeune conseiller d'Etat depuis plus d'un siècle.
Une fois au Conseil d’État, il met sur pied un plan d’action, doté de 42 millions de francs sur trois ans, pour améliorer les conditions de travail du personnel soignant et faire appliquer l’initiative populaire fédérale sur les soins infirmiers, augmente le montant alloué aux réductions individuelles des primes d’assurance maladie et crée une aide financière pour les soins dentaires. Il défend également une hausse des allocations familiales et de formation, projet accepté par la population en votation le 27 novembre 2022. Il développe notamment avec Caritas la CarteCulture pour les personnes en situation de précarité.
Pendant son mandat, il poursuit son engagement en faveur des minorités, en lançant la première campagne cantonale valaisanne contre les discriminations des personnes LGBTIQ+ ou encore en proposant l’interdiction des thérapies de conversion.
Il est réélu à un deuxième mandat lors des élections de 2025. Il termine troisième du premier tour, à huit voix du deuxième, et est élu tacitement après le retrait du candidat écologiste qui renonce à provoquer un second tour. 

### Positionnement politique
Situé à la gauche de son parti, sur l'aile syndicale, citant notamment Evo Morales comme modèle politique, il est également selon la journaliste Stéphanie Germanier (Nouvelliste) un socialiste terre-à-terre, qui défend des valeurs traditionnelles et locales telles que les dialectes. Il s'oppose en particulier à l'initiative Franz Weber visant à limiter la construction de résidences secondaires.
Il est connu pour sa lutte contre les discriminations, notamment en faveur des droits LGBT,, (lutte contre l’homophobie,, qui aboutit à une extension de la norme pénale antiracisme, et mariage pour tous,), mais s'est aussi engagé pour l'égalité salariale, le congé paternité et le congé parental, le soutien aux crèches, la défense des services publics, une éducation accessible à tous, ou encore le prix unique du livre.